# Onorio Longhi

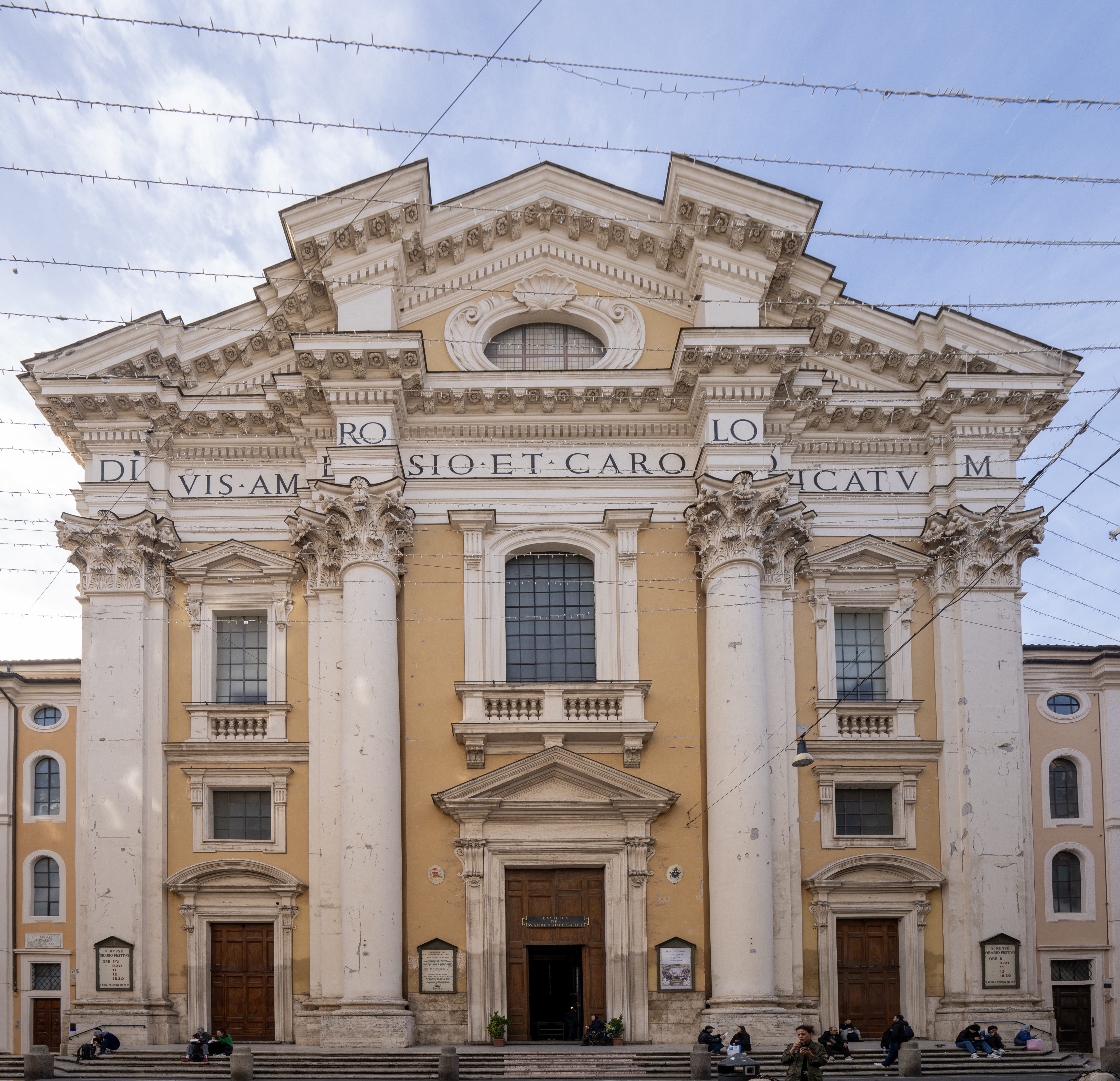
San Carlo al Corso, proyecto de Onorio terminado por su hijo, Martino Longhi, el Joven

Onorio Martino Longhi (Viggiù, 12 de octubre de 1568 – Roma, 31 de diciembre de 1619) fue un arquitecto y poeta italiano, padre de Martino Longhi, el Joven e hijo de Martino Longhi, el Viejo.

## Biografía

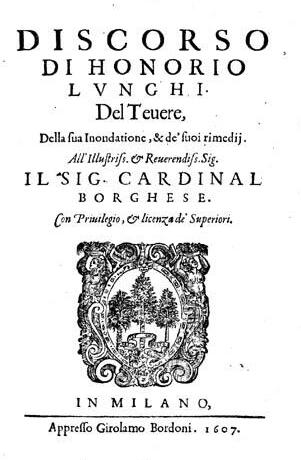
Discorso di Honorio Lunghi (1607)

Perteneciente a una dinastía de arquitectos de Viggiù, en Lombardía, Onorio Longhi comenzó como asistente de su padre, heredando sus comisiones en el momento de su muerte (1591). Tenía una sólida cultura humanista: escribió algunos poemas, fue aceptado en la Accademia degli Umoristi y se graduó en jurisprudencia en La Sapienza. Las fuentes coetáneas hablan de él como un personaje excéntrico y bohemio, amigo personal de Caravaggio, con quien estuvo involucrado en el famoso juicio por asesinato de 1606 y, en consecuencia, exiliado.
Al regresar a Lombardía, diseñó varios proyectos no realizados para la Catedral de Milán y otras iglesias, hasta que, en 1611, una amnistía papal le permitió regresar a Roma. Aquí diseñó el primer plan de la iglesia "nacional" de los milaneses, Basílica de los Santos Ambrosio y Carlos en el Corso, continuada por su hijo y por Pietro da Cortona, caracterizado por un inusual ambulatorio detrás del ábside como en la catedral de Milán. Otras obras suyas fueron la iglesia de S. Maria Liberatrice en el Foro Romano (destruida por las excavaciones que sacaron a la luz Santa Maria Antiqua) y la capilla de Santoro en el Laterano.

## Obra
- Santos Anbrosio y Carlos, Roma, hasta 1612 con su padre Martino Longhi el Joven y Pietro da Cortona.
- Santa Maria Liberatrice, Roma, destruida en los años 1930 durante las excavaciones del Foro Romano.
- Cappella Santoro en la Basílica de San Juan de Letrán.
- Palazzo Verospi en Roma.
- Fachada del Palazzo Altemps.
- San Eusebio, altar mayor.
- Santa Maria in Aracoeli, Capella Colonna.
- Iglesia de los Santos Nazario y Celso (Mendrisio)